# Бешлагич, Рафик
Рефик Аганович Бешлагич (серб. Рефик Агане Бешлагић / Refik Agane Bešlagić; 21 декабря 1919, Добой — 8 февраля 1943, Олово) — югославский партизан времён Народно-освободительной войны Югославии, Народный герой Югославии.

## Биография
Родился 21 декабря 1919 года в Добое. До войны работал на машиностроительном заводе. Служил в Югославской королевской армии. Член Коммунистической партии Югославии с 1941 года. После Апрельской войны был насильно призван в Хорватское домобранство, однако вскоре был демобилизован и сбежал к партизанам. Вместе со своим братом Адемом основал Добойский партизанский отряд, служил в Липацкой роте. Боевое крещение принял под Добоем, сражаясь против домобранцев.
Рефик проявил большое мужество в борьбе с усташами у Придела, где те устроили карательную акцию, сжигая дома местных жителей; в декабре 1941 года в Гаврановичах он вступил в бой против усташей и домобранцев, сражался также в январе 1942 года на Озрене и в Бриеснице против немецких горных стрелков и лыжников. Вёл бои за Добой, участвовал в диверсиях на линии Добой — Тузла. За свою храбрость был отправлен в Требаву, где сражался вместе с Исметом Капетановичем, ещё одним Народным героем Югославии. После отступления к Озрену вступил в 6-ю восточнобоснийскую пролетарскую бригаду и возглавил в ней роту.
В начале сентября 1942 года 6-я восточнобоснийская бригада столкнулась под Шековичами с 20 тысячами немцев и усташей. Противник пытался замкнуть кольцо окружения при помощи 30 орудий. Боснийцы в ответ ночью вышли на дорогу Хан-Песак — Завидовичи — Олово, подвинувшись на 30 км. 1-й Романийский батальон поджёг железнодорожную станцию Пьеновац, 2-й батальон (Рефика) дождался подхода поезда усташей, шедшего из Завидовичей в Хан-Песак, и в районе Понерки предпринял диверсию, взорвав участок железной дороги. Поезд сошёл с рельс, локомотив перевернулся. Рефик из пулемёта уничтожил много солдат противника и даже выбежал из своего укрытия. После долгой и упорной борьбы Рефик был убит из пулемёта.
24 июля 1953 указом Иосипа Броза Тито посмертно награждён Орденом и званием Народного героя Югославии.